# Ґодзімеж (Мазовецьке воєводство)
Ґодзімеж (пол. Godzimierz) — село в Польщі, у гміні Нове-Място-над-Пилицею Груєцького повіту Мазовецького воєводства.
Населення — 109 осіб (2011).
У 1975-1998 роках село належало до Радомського воєводства.

## Демографія
Демографічна структура станом на 31 березня 2011 року:
|          | Загалом | Допрацездатний вік | Працездатний вік | Постпрацездатний вік |
| -------- | ------- | ------------------ | ---------------- | -------------------- |
| Чоловіки | 48      | 7                  | 33               | 8                    |
| Жінки    | 61      | 15                 | 21               | 25                   |
| Разом    | 109     | 22                 | 54               | 33                   |